# چناران (روانسر)
چناران یک روستا در ایران است که در شهرستان روانسر استان کرمانشاه واقع شده‌است. چناران ۱۶۷ نفر جمعیت دارد.

## جمعیت
این روستا در دهستان دولت‌آباد (روانسر) قرار دارد و براساس سرشماری مرکز آمار ایران در سال ۱۳۸۵، جمعیت آن ۱۶۷ نفر (۳۱ خانوار) بوده‌است.